# Siebe Blondelle
Siebe Blondelle (geboren am 20. April 1986 in Brügge) ist ein belgischer Fußballspieler. Seit Sommer 2020 steht er beim belgischen Zweitdivisionär KMSK Deinze unter Vertrag.

## Verein
Seine Karriere begann in der Jugend von HO Oedelem, Cercle Brügge und FC Brügge. Er wurde 2005 vom niederländischen Verein Vitesse Arnheim gescoutet und unter Vertrag genommen. Blondelle debütierte am 3. März 2006 für Vitesse und bereitete sofort ein Tor vor, wurde allerdings ebenfalls mit einer roten Karte vom Platz gestellt. Im Mai 2006 verlängerte er seinen Vertrag bis zum Jahre 2010. In der Saison 2017–2018 wurde er für ein Jahr an den VVV-Venlo ausgeliehen. Dort absolvierte er 16 Spiele, schoss ein Tor und bereitete eins vor.
Er absolvierte 15 Spiele für Vitesse und bereitete 1 Tor vor.
Am 1. Juli 2008 wechselte er zum belgischen Verein FCV Dender EH. Am 1. Januar 2010 wurde er an den deutschen Verein Rot Weiß Ahlen verliehen. Dort spielte er ein halbes Jahr lang und kam fünfmal in der 2. Fußball-Bundesliga zum Einsatz.
Für Dender kam er zwischen 2008 und 2010 insgesamt 86 mal zum Einsatz, schoss fünf Tore und kassierte 25 gelbe Karten.
Am 1. Juli  2010 verpflichtete der RAEC Mons den Belgier. Dort spielte er in größtenteils in der Proximus League, sammelte aber auch Erfahrungen in der Jupiler Pro League.
Insgesamt stand er 64 mal auf dem Platz, schoss ein Tor und bereitete fünf vor.
Am 1. Juli 2012 unterschrieb er einen Vertrag beim belgischen Erstligisten Waasland-Beveren. Dort wurde er schnell zum Stammspieler und spielte drei Jahre in Folge in der Jupiler Pro League.
Dort spielte er 66 Partien und erzielte fünf Scorerpunkte.
Am 1. Juli 2015 wurde er vom belgischen Verein KAS Eupen unter Vertrag genommen. Dort sollte er mit seiner Erfahrung die Mannschaft wieder in die 1. Liga führen, was ihm auch gelang, denn nach einer Saison stieg der Verein aus Eupen in die Division 1A auf. Seit der Saison 2016/17 spielt er mit der KAS Eupen in der 1. Liga. Seit Ende der Saison 2018/19 führt er die Mannschaft als Kapitän an.
Nachdem sein Vertrag zum Ende der Saison 2019/20 ausgelaufen war, entschloss sich Blondelle zum Wechsel zum KMSK Deinze, der zur Saison 2020/21 in die Division 1B aufgestiegen war, und unterschrieb dort einen Vertrag mit einer Laufzeit von drei Jahren. In der Saison 2020/21 bestritt er 20 von 28 möglichen Ligaspiele für Deinze und schoss dabei ein Tor.

### Nationalmannschaft
Siebe Blondelle durchlief verschiedene Jugendmannschaften der belgischen Nationalmannschaft.